# Ervy-le-Châtel
Ervy-le-Châtel é uma comuna francesa na região administrativa de Grande Leste, no departamento de Aube. Estende-se por uma área de 21,39 km². Em 2010 a comuna tinha 1 176 habitantes (densidade: 55 hab./km²).